# Abrostola confusa
Abrostola confusa is een vlinder van de familie van de uilen (Noctuidae), van de onderfamilie van de Plusiinae. De wetenschappelijke naam van deze soort is voor het eerst voorgesteld door Claude Dufay in een publicatie uit 1958.
De soort komt voor in Mauritanië, Mali, Burkina Faso, Soedan, Ethiopië, Guinee, Nigeria, Kenia en Burundi.